# Porckopás
A porckopás, más néven artrózis, az ízületeket érintő betegség. A porckopás kezdő lépéseként a porcban lévő porcsejtek már nem, vagy csak kevésbé tudják a szükséges tápláló alapanyagokat felvenni. Ilyenkor a porc fokozatosan elvékonyodik, csökken a rugalmassága, és a sima felszíne felbolyhosodik, berepedezik, vagy akár le is töredezhet. A csont felszínéről ezek a porcdarabkák könnyedén leválnak, gyulladást, és fájdalmat okozva. A pusztuló porc olyan káros enzimeket is felszabadít, amelyek megtámadják a még ép porcot, tovább fokozva a porckopás súlyosságát. A porc lassan felszívódik, az ízületben találkozó csontvégek összeérnek, ami a csontfelszínek súrlódásához, ezáltal csontkárosodáshoz és fájdalomhoz vezet. Nem összekeverendő a reumatoid artritiszszel, mert az artrózisban a porc kopása, károsodása, és ennek hatásai váltják ki elsősorban az ízület gyulladását, míg a reumatoid artritisz esetén a gyulladás a kiváltó ok, amit a porc degenerációja követ. A porckopás népbetegség, az életkor előrehaladtával egyre többeket érint.

## Tünetei
- az ízület rugalmassága csökken
- fájdalom az ízületben, merevség a mozgás során, különösen a mozdulatsor kezdetén
- duzzadt ízület, főleg mozgatás után
- ízületi fájdalom az időjárás változásakor
- az ízület környékén csontos kinövések
- különböző fokú gyulladás az ízületben
- nyomásérzékenység
- beszűkült mozgástartomány
- az ízületek recsegése, ropogása

A porckopás, artrózis minden ízületben előfordulhat, leggyakrabban a térdben, csípőízületben, gerincben jelentkezik, de a kézízületekben is előfordulhat. A bokán és könyökön ritkábban jelentkezik. Jellemző hogy a porckopásra utaló fájdalom főleg az ízület terhelésére, mozgatására jelentkezik, majd nyugalmi állapotban megszűnik. Hosszabb pihenés után az első pár mozdulat nehézkes, fájdalmas, majd az ízület fokozatosan „bemelegedik”. Ezt nevezik indítási fájdalomnak.

## Diagnózisai
A porckopás röntgenvizsgálattal, korai stádiumban ultrahangvizsgálattal vagy MRI-vel deríthető fel. 

## Érintettek
A porckopás gyakori betegség, a 65 év felettiek 100%-át érinti. Magyarországon a becslések szerint mintegy 1-1,5 millió ember szenved a porckopás valamelyik formájától. A mozgásszervi megbetegedések közül is az egyik vezető betegség a porckopás. A versenysportot űzőknél is gyakran alakulhat ki porckopás az ízületeket ért extrém megterhelés és a sportsérülések miatt. A nehéz fizikai munka, a jelentős túlsúly és az egyéb mozgásszervi rendellenességek (X-láb, O-láb, csípőficam) komoly rizikófaktort jelentenek, valamint genetikai hajlamot is megfigyeltek a porckopás hátterében.

## Kezelése
A porckopás okozta fájdalom csökkentésére nem-szteroid gyulladáscsökkentő gyógyszerek szedése megoldást nyújthat. Gyógytornász által irányított torna, úszás, kerékpározás, nordic walking segítheti az ízület környéki izmok megerősítését, ezzel csökkentve a porckopás panaszait, lassítva a betegség progresszióját. Nagyon fontos az egészséges testsúly fenntartása, mivel a súlytöbblet növeli a terhelést az ízületeken, valamint ügyelni kell a megfelelő mennyiségű és minőségű folyadék fogyasztására, hiszen a porcszövet több mint 50%-a víz. A különböző terápiák kiegészítéseként kondroitin és glükózamin tartalmú étrendkiegészítők szedése segíthet, bár ezeknek a szereknek a gyógyhatása egyelőre nem bizonyított. Előrehaladottabb állapotban intraartikuláris (ízületbe adott) injekció formájában alkalmazott porcerősítő szerek is hatékonyak. A porckopás legsúlyosabb eseteiben műtétet javasolhat az orvos. Műtéti kezelésként leggyakrabban ízületprotézis beültetését végzik. Ma már a legtöbb ízület protetizálható, leggyakrabban a térd és a csípő.

## Megelőzése
A porckopás megelőzésében fontos az egészséges, zöldségekben, gyümölcsökben gazdag étrend, a megfelelő testsúly megtartása és a sok folyadékfogyasztás. Fontos a testmozgás, előtte alapos bemelegítés, elkerülve a sportsérüléseket.